# Jaroslav Dvořák (politik SPD)
Jaroslav Dvořák (* 4. listopadu 1957) je český politik a lékař – neurolog, od října 2017 poslanec Poslanecké sněmovny PČR, v letech 2016 až 2024 zastupitel Zlínského kraje, od roku 2018 zastupitel města Valašské Meziříčí, člen hnutí SPD.

## Život
Působí jako lékař – neurolog. Zaměřuje se především na bolesti páteře, bolesti hlavy a poúrazové stavy. Pracuje v ordinacích a v nemocnici ve Valašském Meziříčí, v Rožnově pod Radhoštěm a ve Vsetíně.
Jaroslav Dvořák žije ve městě Valašské Meziříčí v okrese Vsetín.

## Politické působení
V komunálních volbách v roce 2010 kandidoval jako nestraník za TOP 09 do Zastupitelstva města Valašské Meziříčí, ale neuspěl. Později se stal členem hnutí SPD. Ve volbách v roce 2018 se již zastupitelem města stal, a to když kandidoval za hnutí SPD (na kandidátce figuroval na 7. místě, vlivem preferenčních hlasů však skončil první). Ve volbách v roce 2022 mandát zastupitele města Valašské Meziříčí obhájil, když figuroval na 2. místě kandidátky hnutí SPD. Vlivem preferenčních hlasů však skončil první.
V krajských volbách v roce 2016 byl zvolen jako člen SPD a lídr kandidátky tohoto hnutí zastupitelem Zlínského kraje. Ve volbách v roce 2020 post krajského zastupitele za SPD obhájil. Také ve volbách v roce 2024 obhajoval mandát krajského zastupitele z pozice člena hnutí SPD, tentokrát se mu však uspět nepodařilo.
Ve volbách do Poslanecké sněmovny PČR v roce 2017 byl za hnutí SPD zvolen poslancem ve Zlínském kraji, a to ze druhého místa kandidátky. Také ve volbách do Poslanecké sněmovny PČR v roce 2021 kandidoval za hnutí SPD na 2. místě kandidátky ve Zlínském kraji. Získal 1 299 preferenčních hlasů, a stal se tak znovu poslancem.
Ve sněmovních volbách v roce 2025 kandiduje na 4. místě kandidátní listiny hnutí SPD ve Zlínském kraji.